# چیزی که دوست داری بهت میدم
«چیزی که دوست داری بهت میدم» (به انگلیسی: Give You What You Like) ترانه‌ای ضبط‌شده از خواننده و ترانه‌نویس کانادایی آوریل لوین برای پنجمین آلبوم استودیویی‌اش است. این ترانه توسط لوین و اعضای گروهش چد کروگر و دیوید هاجز نوشته شده‌است. این ترانه در ۳۰ مارس ۲۰۱۵ به‌عنوان پنجمین تک‌آهنگ آلبوم توسط اپیک رکوردز منتشر شد. این اثر به دلیل گسترش در تنوع موسیقی لوین و قرار گرفتن در معرض ژانرهای جدید موسیقی مورد تحسین منتقدین قرار گرفته‌است. از نظر موسیقی، «چیزی که دوست داری بهت میدم» ترانه‌ای فولک پاپ با اشعاری که مبارزه با تنهایی را ازطریق سکس ضربدری توصیف می‌کند.